# بوب كوكي
بوب كوكي (3 سبتمبر 1943 في المملكة المتحدة - ) (بالإنجليزية: Bob Cooke)‏ هو لاعب كريكت بريطاني. لعب مع نادي مقاطعة ساسكس للكريكت ‏ وCheshire County Cricket Club ‏ والمقاطعات الوطنية للكريكيت الإنجليزي والويلزي ‏.

## وصلات خارجية
- بوب كوكي على موقع إي آس بي آن كريك إنفو (الإنجليزية)